# Göppinger Hütte
Die Göppinger Hütte ist eine Schutzhütte der Kategorie I der Sektion Hohenstaufen-Göppingen des Deutschen Alpenvereines (DAV). Sie liegt im Lechquellengebirge, Vorarlberg, Österreich.

## Lage
Die Göppinger Hütte wurde 1913 erbaut und liegt auf 2245 m ü. A. am Südostrand des Gamsbodens, nordöstlich des Johanneskopfes. Die Hütte liegt in einem Karstgebiet, in trockenen Sommern ist die Wasserversorgung eingeschränkt. Die Belieferung und Entsorgung geschieht über eine 2,5 km lange Materialseilbahn, die vor einigen Jahren neu gebaut wurde. Schwere Lasten müssen per Hubschrauber transportiert werden.

## Zugänge
- von Lech (Vorarlberg) – Zug – Unteres Älple (bis hierhin mit PKW oder Bus), dann ca. 2 Stunden Aufstieg, Südhang
- von Sonntag – Metzgertobel-Alpe, ab der Alpe 3,5 Stunden Aufstieg. Die Sektion Biberach des DAV weist darauf hin, dass die ehemalige Mautstraße zur Metzgertobelalpe für den allgemeinen Verkehr gesperrt ist und man mit dem privaten Kfz nur bis Buchboden gelangt.[1]
- von Schröcken (1269 m) zum Butzensee und über den Theodor-Prassler-Weg, oder zum Fürkele (2145 m), über den Weimarer Steig und die Braunarlspitze und den Theodor-Prassler-Weg.

## Nachbarhütten und Übergänge
- zur Biberacher Hütte über die Alpschelle-Alpe und die Lite-Hütte, ca. 3 Stunden
- zur Freiburger Hütte über Steinmayerweg – Oberes Johannesjoch – Freiburger Weg, ca. 3½ bis 4 Stunden, Trittsicherheit erforderlich
- Nach Oberlech über den aussichtsreichen Theodor-Prassler-Weg über die ca. 2400 m hohe Butzenschulter

## Gipfel
- Braunarlspitze (2649 m): markierter Steig, zunächst dem Theodor-Prassler-Weg folgen, dann Abzweig nach Norden zum Gipfelaufstieg, 2½ Stunden, Trittsicherheit erforderlich
- Hochlichtspitze (2600 m): Pfad über Geröll und Schrofen, gut 1 Stunde, Trittsicherheit erforderlich
- Östlicher Johanneskopf (2508 m): ca. 45 Minuten
- Westlicher Johanneskopf (2573 m) 30 Min. ab östlichem Johanneskopf

## Trivia

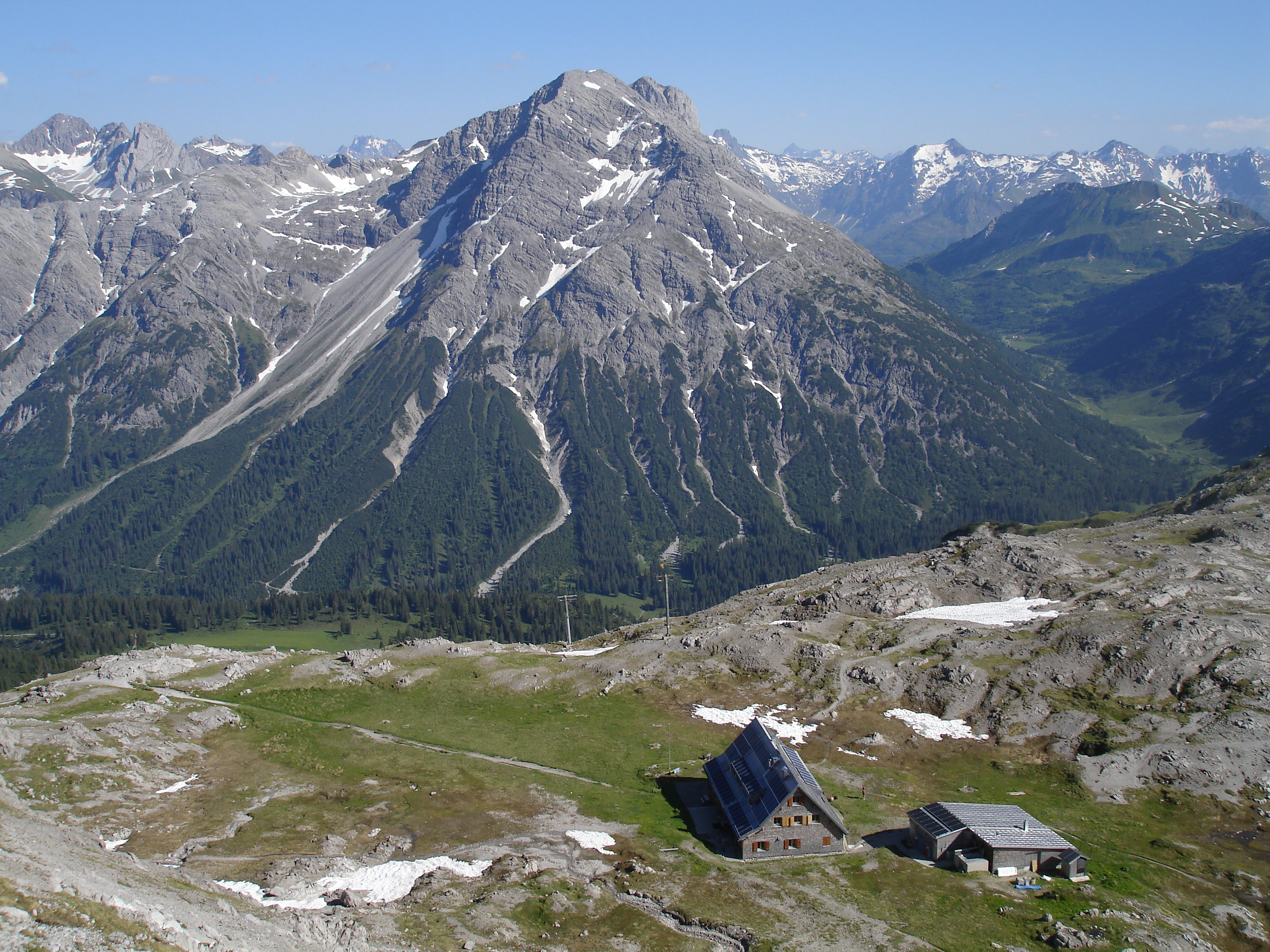
Blick vom Aufstieg zur Hochlichtspitze. Auf der anderen Talseite Mehlsack und Spullerschafberg.

In der Nähe steht das „Propellerdenkmal“, ein einbetonierter, verbogener Propeller einer Maschine eines RAF-Bombergeschwaders, mit dem die Messerschmitt-Werke in Augsburg in der Nacht vom 16. auf den 17. August 1940 bombardiert werden sollten. Nachdem das Flugzeug angeschossen worden war, scherte dessen Besatzung aus dem Geschwader aus und änderte den Kurs, möglicherweise, um die Schweiz zu erreichen. Dabei zerschellte der Bomber im Nebel an der Hochlichtspitze.